# Dia Mundial do Tai Chi Chuan e do Chi Kung

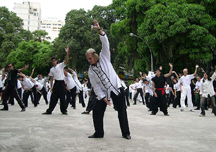
Comemoração do Dia Mundial do Tai Chi e Chi Kung 2005, em Niterói, RJ, Brasil.

O Dia Mundial do Tai Chi e Chi Kung (World Tai Chi & Qigong Day - WTCQD) é um evento realizado anualmente no último sábado do mês de Abril para divulgar e promover as práticas de Tai chi chuan e de chi kung pelo mundo.
A missão deste esforço multinacional é divulgar publicamente o crescente conjunto de pesquisas na área médica relacionadas às práticas corporais da medicina tradicional chinesa e dar referências que facilitem aos interessados encontrar instrutores de tai chi chuan e de chi kung nos locais onde vivem.

## A Organização do Dia Mundial do Tai Chi e Chi Kung

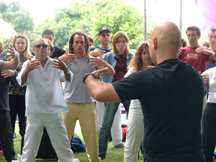
"World Tai Chi & Qigong Day", evento em Israel.

A organização internacional para a realização do evento é realizada no escritório do "World Tai Chi & Qigong Day", no Overland Park, Kansas, USA.
Os eventos locais são organizados independentemente por escolas, grupos, ou associações locais de Tai Chi Chuan e de Chi Kung.
O formato dos eventos varia a cada local, geralmente envolvem aulas gratuitas e grandes exibições.
O evento anual no último sábado de Abril é aberto ao público às 10 horas da manhã, atualmente com celebrações em mais de 60 países distribuídas em centenas de cidades.
Inicia-se na Nova Zelândia e agrega participantes da Oceania, Ásia, África, Europa, América do Norte, e América do Sul, concluindo com os eventos finais no Havaí quase que um dia após o início das comemorações na Nova Zelândia, deviso às diferenças de fusos horários.
A celebração incluí grandes exibições de Tai Chi Chuan e Chi Kung em diversas cidades, e aulas abertas gratuitas nas cidades com maior participação.

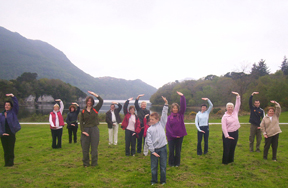
Evento do Dia Mundial do Tai Chi e Chi Kung realizado na Irlanda: prática de Baduanjin.

A organização disponibiliza através de seu site informações sobre Tai Chi Chuan e Chi Kung, incluindo:
- pesquisas da área da saúde,
- informações sobre a relação do Tai Chi Chuan e do Chi Kung com a Medicina Tradicional Chinesa (MTC),
- o que iniciantes em Tai Chi Chuan e Chi Kung devem esperar de uma aula,
- exemplos em vídeo ou audio de diversas formas de Tai Chi Chuan e de exercícios de Chi Kung.
- links organizados em um banco de dados que possibilita localizar publicações, associações, escolas e grupos de Tai Chi Chuan e Chi Kung em diversos países.
- um diretório que lista referências sobre instrutores destas práticas em todo o mundo, sem qualquer discriminação relativa aos estilos dos praticantes. A postagem de referências é aberta a todos, os professores não são examinados ou recomendados de maneira especial.

## Objetivos
- 1. Divulgar as mais recentes pesquisas da área médica sobre os benefícios do Tai Chi Chuan e do Chi Kung para a saúde.
- 2. Divulgar a crescente adoção das práticas corporais da Medicina Tradicional Chinesa em áreas diversas como o ambiente empresarial, a educação, ou a reabilitação de usuários de drogas e de apenados.
- 3. Oferecer uma visão global de cooperação para a saúde e cura que ultrapasse as fronteiras geopolíticas, e também um apelo para que as pessoas de todo o mundo adotem a sabedoria proveniente de todas as culturas.

## História

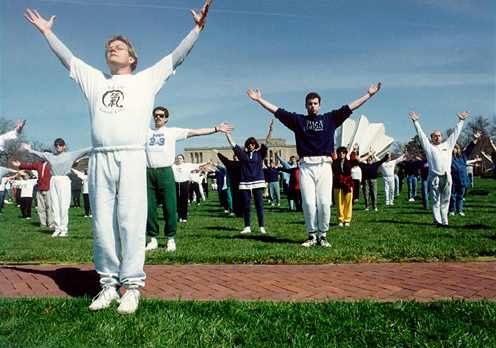
Primeiro evento do Dia Mundial do Tai Chi e Chi Kung, realizado em Kansas City, Missouri, USA

Este movimento de escala mundial teve início oficialmente em 1999.
O evento inaugural que inspirou toda esta mobilização aconteceu em 1998 no pátio do Museu de Arte Nelson Atkins, em Kansas City, Missouri, onde o Clube de Tai Chi de Kansas City realizou uma exibição integrada a aulas abertas de Tai Chi para cerca de 200 pessoas.
O telejornal da CNN divulgou o evento, ampliando sua repercussão para o nível nacional e internacional em poucos anos.

## Reconhecimento Oficial
Os eventos do Dia Mundial do Tai Chi e Chi Kung participaram do projeto "Movimento para a Saúde", realizado pela Organização Mundial da Saúde das Nações Unidas.
Também foram proclamados oficialmente por governadores de diversos estados dos Estados Unidos, incluindo: California, Connecticut, Georgia, Illinois, Kansas, Maryland, Massachusetts, Missouri, Nebraska, Nevada, New Jersey, North Carolina, Ohio, Oklahoma, Pennsylvania, Texas, e Utah. Em alguns destes estados o Senado ou o legislativo tornou a data oficial, como ocorreu em New York e Puerto Rico. No Brasil  a comemoração da data foi instituída oficialmente no Estado de São Paulo em 2009 pela Assembleia Legislativa.
Prefeitos de diversas grandes cidades em todo o mundo também proclamaram oficialmente a realização do Dia Mundial do Tai Chi e Chi Kung, incluindo:
Buenos Aires, (Argentina); Austin, (Texas); Osasco, (Brasil), Cupertino, (California), El Paso, (Texas); Hastings, (Nebraska); Pemberton and Willingboro, (New Jersey); Patchogue & Rochester, (New York); San Angelo, (Texas); Scranton & York ,(Pennsylvania); St. Louis, (Missouri); St. Augustine, (Florida); Toledo, (Ohio); Ashville, (North Carolina); Suffolk County, (New York);Belo Horizonte, MG,Brasil e Niterói, RJ, (Brasil).

## O Dia Mundial do Tai Chi e Chi Kung no Brasil
O Brasil  participa das comemorações do Dia Mundial do Tai Chi e Chi Kung desde o ano 2000.
Entre outros locais, a data já é comemorada há vários anos em diversos estados: no Paraná, em Curitiba; no Distrito Federal, em Brasília; em São Paulo, nas cidades de Ribeirão Preto e São Paulo; no Rio de Janeiro, em Niterói; e no Rio Grande do Norte, em Natal e Parnamirim, em Minas Gerais, Belo Horizonte no Parque Municipal Américo René Gianneti, em Recife (Pernambuco), em Salvador- BA no Parque Metropolitano de Pituaçú e também em São Sebastião do Paraíso.

## A comemoração do evento em Niterói
Niterói é uma das cidades pioneiras dessa grandiosa comemoração no Brasil, realizando anualmente, desde o ano 2000, um dos mais belos e importantes Eventos do País.
O Dia Mundial do Tai Chi e Chi Kung em Niterói vem reunindo, a cada ano, um número crescente de participantes (200 praticantes, de 16 Grupos, Associações, Academias, e Escolas diferentes, em média), de diversos municípios do Estado do Rio de Janeiro.
Nestes Eventos são apresentadas diversas Formas de vários Estilos de Tai Chi Chuan, além de práticas coletivas de Chi Kung, sessões de Shiatsu e exposições de Origami e Ikebana para um público presente estimado em 1500 pessoas. A história visual do Dia Mundial do Tai Chi e Chi Kung na cidade está registrada no WTCQD Photo and Video Gallery: .
Sempre divulgado em diversos jornais locais, em 2005 o evento contou também com a cobertura da TVE Brasil, sendo transmitido no Programa Stadium daquela emissora, em rede nacional (conforme a referência registrada no vídeo ).
Em 19 de julho de 2007 foi sancionada a Lei Municipal nº 2.461, de autoria do Vereador Carlos Magaldi, que Institui o Dia Mundial do Tai Chi e Chi Kung como Data Oficial de Niterói, incluída no Calendário Esportivo e na Agenda Cultural da Cidade. Em 2008 a organização local recebeu Moção de Aplausos, conferida pela Câmara Municipal de Niterói, pela realização desse importante Evento na Cidade.

## No Estado de São Paulo
Reconhecendo oficialmente a data já celebrada há diversos anos por um grande número de associações de Tai Chi Chuan do estado, a Assembleia Legislativa do Estado de São Paulo instituiu a Semana do Tai Chi Chuan através da lei 13.448, de 10 de março de 2009, de autoria do deputado estadual Marcos Martins (PT), que é celebrada anualmente no último sábado do mês de abril.

## No Rio Grande do Norte 2009/2010
A comemoração da data aconteceu em Natal e Parnamirim pela primeira vez em 25 de abril de 2009, em evento programado para ser realizado anualmente. Iniciou-se as 6:30 h em Parnamirim, no ginásio de esportes, e as 8h em Natal, no Campus da UFRN.
Coordenada pela Liga Garra de Águia de Kung fu Brasil e Federação Kung Fu Tradicioanl do RN, foi divulgado em várias emissoras de TV, como a InterTV e Rede Record e jornais locais.
Em 2010 comemorando em Parnamirim na praça de esportes da Cohabinal teve início as 7h com café da manhã no final das praticas, em Natal/RN(capital) O Dia Mundial do Tai Chi Chuan foi comemoração especial em Natal/RN. No sábado (24 de abril de 2010), no gramado do estádio Machadão, centenas de pessoas participarão de um evento promovido pela Prefeitura de Natal, por meio da Secretaria da Juventude, Esporte e Lazer. O evento foi realizado das 17h às 20h. O acesso feito pelo portão olímpico do estádio.
A aula em comemoração ao Dia Mundial do Tai Chi Chuan foi ministrada pelo professor Marcelo Sena e Jorge Dalrivam. um dos objetivos do evento é promover o bem estar da comunidade com a prática da arte marcial como terapia alternativa e manutenção da saúde.